# ストルパーシュタイン

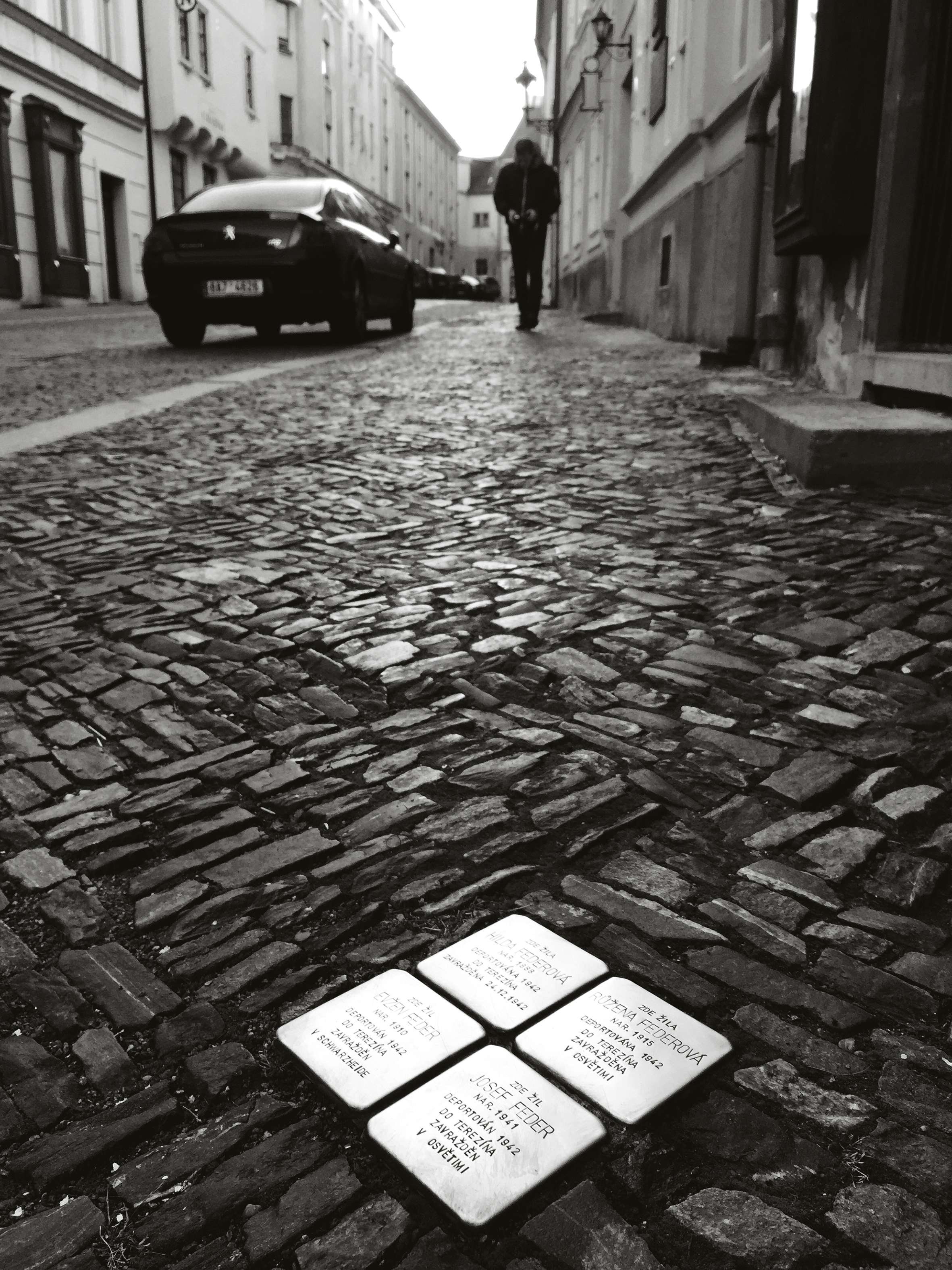
ケルンにあるフェーデル(Feder)家のストルパーシュタイン

ストルパーシュタイン（シュトルパーシュタイン、独: Stolperstein [ˈʃtɔlpɐˌʃtaɪn] ( 音声ファイル)）、別名「つまずきの石」(つまずきのいし)は、歩道に埋め込まれた10センチメートル（3.9インチ）角のコンクリートの立方体のブロックの表面にナチスによる迫害者・犠牲者の氏名・生年月日などを刻んだ正方形の真鍮板を貼り付けたモニュメントの一種である。

## 概要

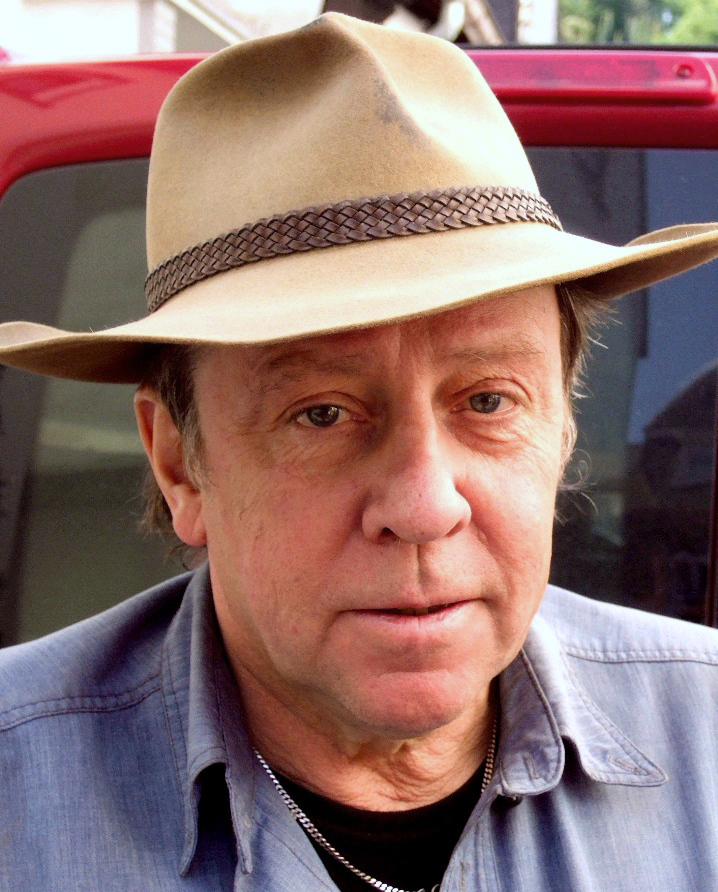
グンター・デムニヒ（2007年撮影）

ストルパーシュタインを設置するプロジェクトは1992年にドイツの芸術家グンター・デムニヒによって始められたもので、第二次世界大戦においてナチスによって死に追いやられた人々や迫害から逃れた人々がかつて自分たちが生きていた場所であった証として刻まれることを目的としている。2023年5月の時点で、2,000以上の地域に100,000個が敷設されており、ヨーロッパを中心に世界で最も広い範囲に分散された記念碑となっている。
対象となる人物はホロコーストで迫害を受けたユダヤ人の他に、ロマ（かつてジプシーと呼ばれた）、同性愛者、身体・精神障害者、エホバの証人、黒人、共産党員、社会民主党員、キリスト教徒の反ファシスト派（プロテスタントとカトリック教徒の両方）、フリーメーソン、スペイン内戦の国際旅団兵士、軍の脱走兵、良心的兵役拒否者、脱出支援者、捕虜、常習犯、略奪者、その他の反逆者、軍事的不服従で起訴された者、または連合国と同様にナチス軍を弱体化させた兵士も含まれる。
ストルパーシュタインに名前を刻まれた者は、戦禍の中で生きながらえた者を除くと、自分が死んだ場所は記録の上では分かっていても、遺体が見つからない、もしくはあったとしても自分のものかも分からない場合が多く、中には自分の墓すらない人たちもいる。ストルパーシュタインは墓の代わりに、自分の元々いた場所に設置されることで慰霊の対象になる役割をも持っている。
大抵の場合、ストルパーシュタインは一人につき一個が充てられるが、複数のストルパーシュタインが別個に設置されることもある。アンネ・フランクたちのものはオランダのアムステルダムの隠れ家の前に1個ずつ設置されており、もう1箇所が移住前のドイツのアーヘンにある。
| アムステルダムのストルパーシュタイン |  | アーヘンのストルパーシュタイン |
| アムステルダムのストルパーシュタイン |  | アーヘンのストルパーシュタイン |

## 起源
ストルパーシュタインプロジェクトの名はいくつかの例えを連想させる。ナチス・ドイツといった反ユダヤ主義の人間は、この石にうっかり躓くと、忌々しそうに「ここにユダヤ人が埋められているんだ」と言う。その一方で、ドイツ語の"Stolperstein"には"potential problem"（潜在的な意味）という喩えもある。ドイツ語と英語で"to stumble across something"（何かにつまずく）という用語は、"to find out (by chance)"（（偶然に）見つける）という意味にも通じる。以上に挙げられるように、この用語は挑発的に過去の反ユダヤ主義的な発言を呼び起こすが、同時に深刻な問題についての考えを引き起こすことを意図している。ストルパーシュタインは墓石や壁面のレリーフなどのように立ち位置で目立つ場所に配置されていないが、ふと足元を見て初めてそこに彼らの存在が認識されるというものである。デムニヒによれば、簡単に素通りできる記念碑とは対照的に、ストルパーシュタインは路面に刻まれた彼らの日常生活へのはるかに深い記憶を覗き込むことを意図したものだと言う。
かつてドイツではナチスによってユダヤ人の墓地が破壊されると、それらの墓石は歩道の敷石として再利用されていた。そうして造られた石畳の上を人々は歩いて行ったため、それが死者の記憶を踏みにじる行為だとされてきた。ストルパーシュタインはそうした背景もあって漠然と地面に埋め込まれたものであり、たやすく踏みつけられるべく挑発する存在でもある。元々このようなアートプロジェクトは記憶を生かし続けることを意図しているが、不道徳な行為が再び起こりやすいことを示唆していることもあり、潜在的な冒涜に対して無防備であることへの批判や懸念を生み出した（後述）。ミュンヘンのようないくつかのドイツの都市はまだストルパーシュタインに消極的であり、記念となる代わりの方法を採り入れることもあった。

## 「かつてはここに住んでいた...」

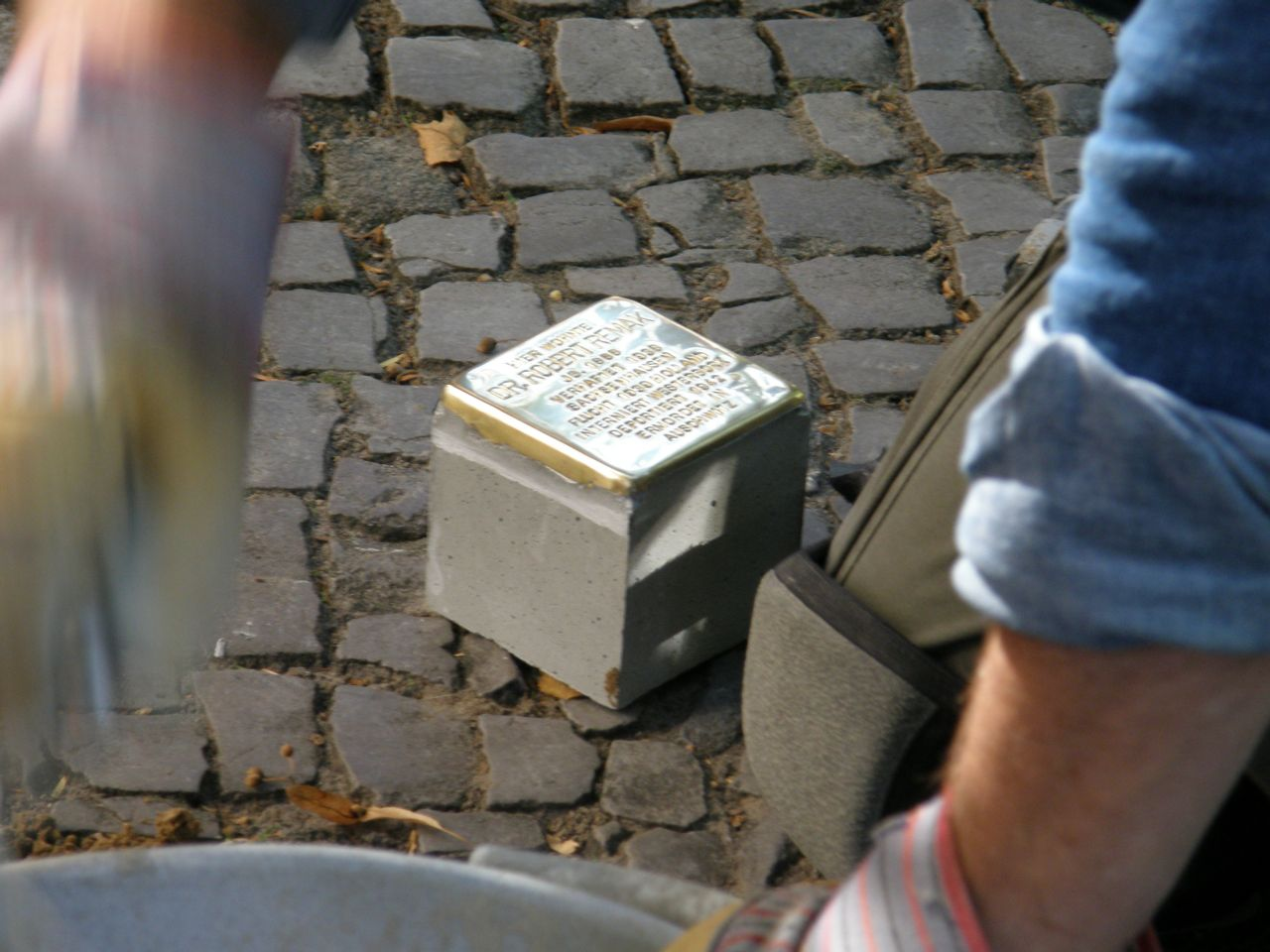
ストルパーシュタインの真鍮製のプレートとコンクリートのブロック

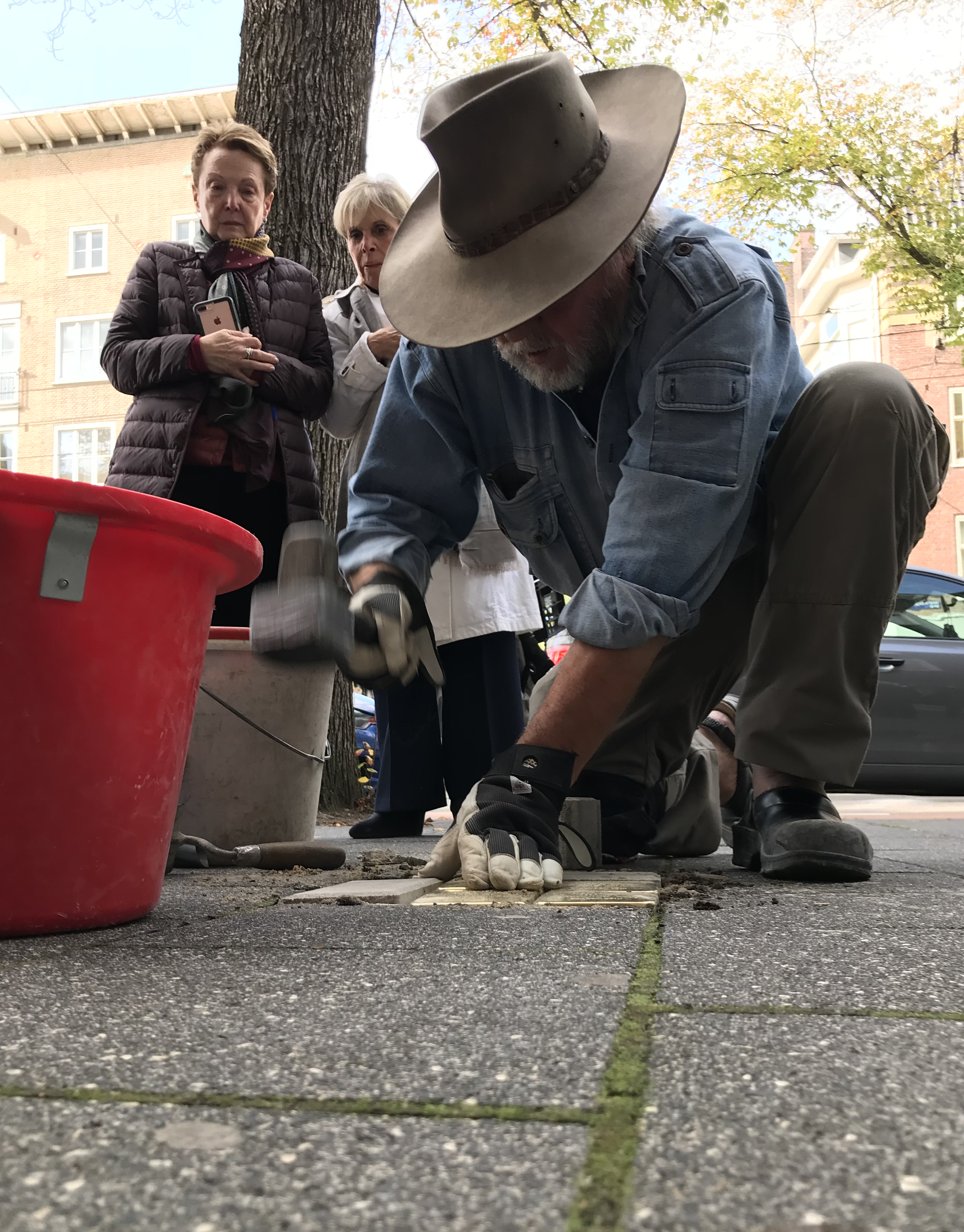
ストルパーシュタインの埋め込み作業（2018年10月3日、オランダ・アムステルダムのベートーヴェンストラート 55にて）

ストルパーシュタインを設置する場所の調査は、通常、地元の学校の生徒たちとその教師、対象者の親戚、または地元の歴史団体によって行われる。ナチスによって迫害を受けた人物の名前と住所の検索には、エルサレムにあるヤド・ヴァシェムのデータベースと、1939年当時のドイツ国勢調査のオンラインデータベースが使われている。
事前調査が終了すると、デムニヒはストルパーシュタイン製造に着手する。真鍮製のプレートには、その人の名前と生年月日、国外追放もしくは亡命先、死亡日とそれぞれの場所が刻印される。ドイツ語の"HIER WOHNTE"（かつてはここに住んでいた...）という言葉はほとんどのプレートに書かれており、迫害を受けた者は名も知らぬ場所にいたのではなく、「ここにいた」ことを強調している。次に、ストルパーシュタインは「通りすがりの人をつまずかせ」、碑文に注意を惹くことを目的として、自分が最後にいたとされる任意の住居ないし職場の前で、路面と同じ高さに埋め込まれる。
ストルパーシュタインの費用は、個人の寄付、地元の公的資金調達、現代の証人、学校の授業における募金、またはコミュニティの資金によって賄われている。プロジェクトの開始から2012年まで、ストルパーシュタイン1個に95ユーロを要し、それ以降は120ユーロを費やした。ストルパーシュタインは手作りのため、月に440個までが限度である。そのため、調査期間を含めて新しいストルパーシュタインの完成まで数カ月かかることもある。
2005年以降は、彫刻家のミヒャエル・フリードリヒス＝フリートレンダーはグンター・デムニヒと協力して、20の異なる言語で約63,000のストルパーシュタインを設置した。記者によると、フリードリヒス＝フリードレンダーは刻印のプロセスを変更しておらず、すべての刻印は引き続き手作業で行われていると語っている。これは、プロセスが匿名化されることを防ぐためのものであるという。

### ストルパーシュタインの始まり

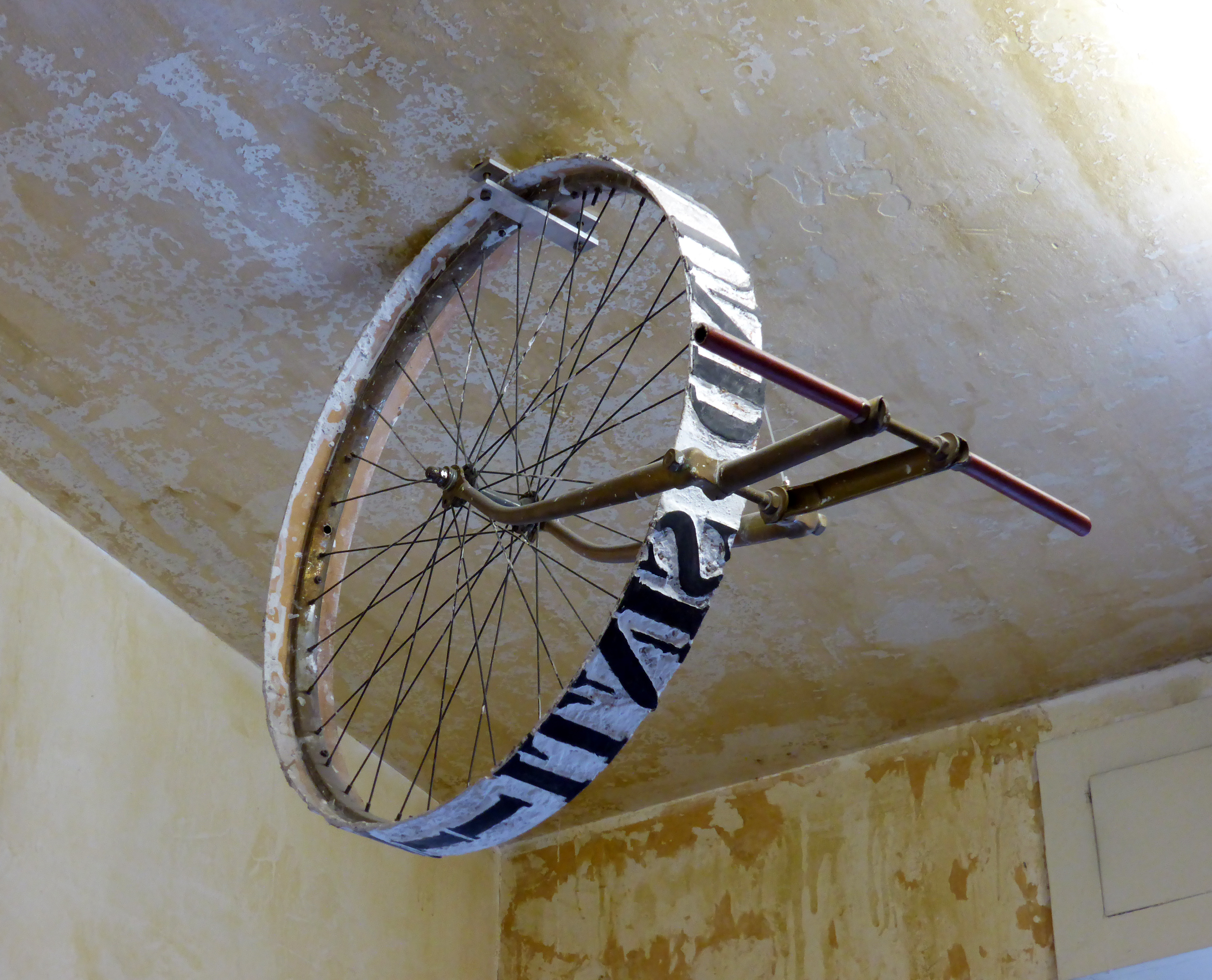
"Trace writing device" 回転式舗装印字器（1990年製） "Eine Spur durchs Vergessen"「忘却へ抗らう痕跡」"

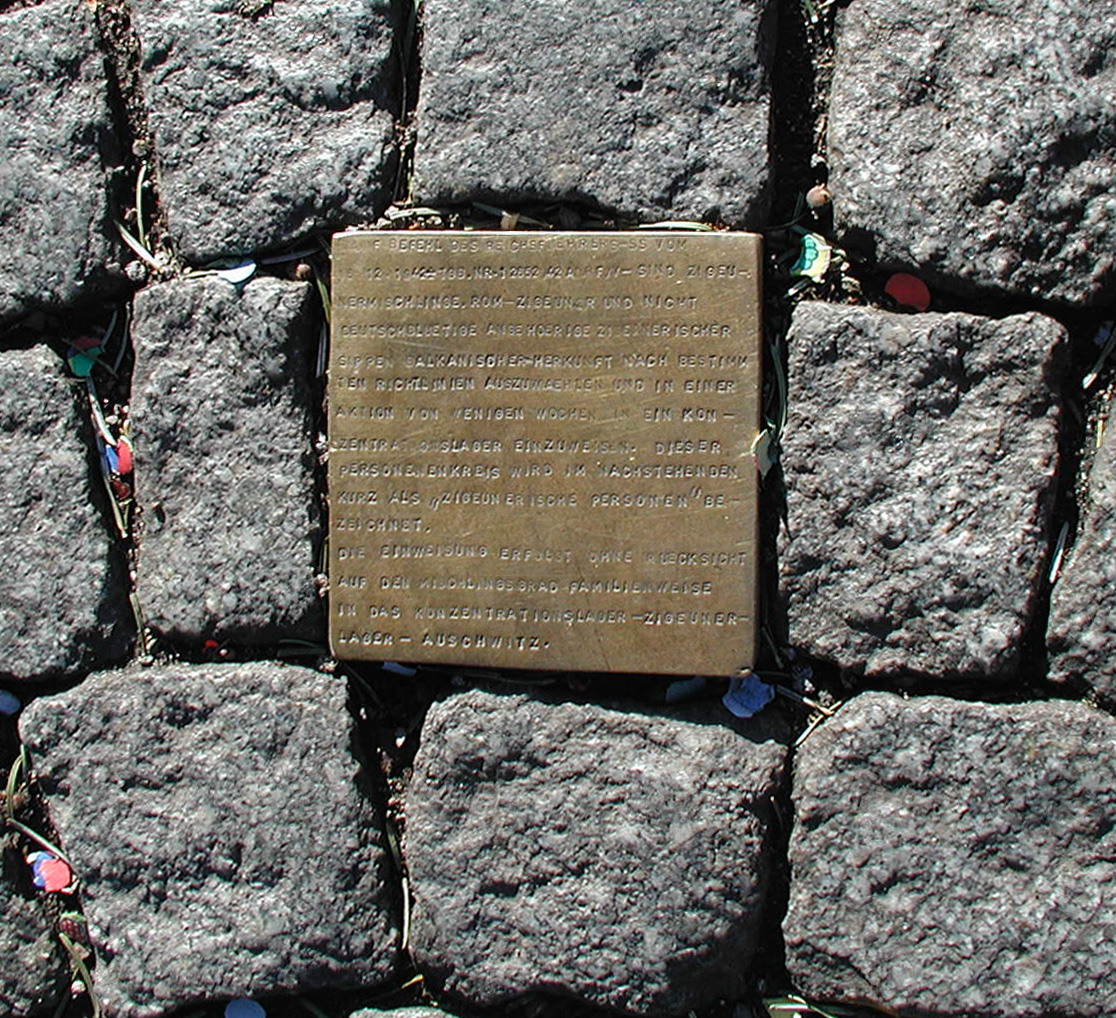
ハインリヒ・ヒムラーによる国外追放の開始命令を下した旨を記したケルン市庁舎の前に1992年12月16日に設置された最初のストルパーシュタイン（2008年1月撮影。2010年に何者かによって持ち去られた）

1990年、ドイツによるユダヤ人追放50年を記念し、デムニヒはケルンにおける1000人のシンティとロマの追放について芸術的な視点から深く研究してきた。 このグループの追放は、ナチス・ドイツがユダヤ人の大量追放の準備のために事前に行った実験である。デムニヒはまず、自作の"Trace writing device"（回転式舗装印字器・図）を都心部から、被追放者が絶滅収容所まで列車に乗り込んだ駅まで牽引することで、「国外追放への道」をたどった。
1992年12月16日、ハインリヒ・ヒムラーがアウシュビッツ法令に署名し、シンティ及びロマの絶滅収容所への強制送還を命じてから50年が経過した。この命令は、ドイツからのユダヤ人の大量強制送還の始まりを示していた。この日を記念して、グンター・デムニヒは、ケルン市庁舎の前に最初のストルパーシュタインを設置した。その真ちゅう製のプレートには、アウシュビッツ法令の序文が刻まれていた。デムニヒの行動はまた、当時のユーゴスラビアから逃亡したロマの人々にドイツでの居住権を与えることについての議論に貢献することを意図していた。
やがて、ナチスによるすべての迫害者を含めるべく記念プロジェクトを拡大するという考えが生じた。また、彼らが望む最後の場所で常にそこにいたという考えを生み出した。ストルパーシュタインは、彼らが国外追放されてから長い年月を経た後でも、彼らを元いた場所に象徴的に連れ戻すためのものである。グンター・デムニヒは1993年に彼のプロジェクトの詳細を雑誌に発表し、プロジェクト"Größenwahn – KunstprojektefürEuropa"（「メガロマニア（誇大妄想）：ヨーロッパのアートプロジェクト」）への貢献で彼の芸術的コンセプトを概説した。1994年、彼はケルンの聖アントニテル教会で、教区司祭のカートピック(Kurt Pick)に励まされて、殺害されたシンティとロマのために250のストルパーシュタインを展示した。ケルン市内中心部の目立つ場所にあるこの教会は、すでに重要な記念施設として機能しており、2016年からは釘十字コミュニティの一部となっている。1995年1月4日、政府の許可なしでこれらのストルパーシュタインはケルン市内のさまざまな場所に運ばれ、歩道に敷設された（ドイツで政府公認となるのは2000年になってからである）。
これとは別に、55のストルパーシュタインは"Artists Research Auschwitz"（芸術家によるアウシュビッツの調査）プロジェクト中に、1996年にベルリンのフリードリヒスハイン＝クロイツベルク区に設置された。1997年7月19日、オーストリアで初めてのストルパーシュタインがザンクト・ゲオルゲンに設置された。エホバの証人の信者であるヨハン・ノビスとその弟マティアスを記念するものだった。これは、アートイニシアティブKNIEとオーストリアの追悼奉仕の創設者であるアンドレアス・マイスリンガーによって提案されたものである。フリードリヒ・アメルハウザー(Friedrich Amerhauser)は、彼の街にストルパーシュタインを設置する許可を与えた最初の市長だった。4年後、デムニヒはケルンにさらに600のストルパーシュタインを設置する許可を得た。

### ストルパーシュタインの広がり

ストルパーシュタインが設置された国・地域

グンター・デムニヒは2007年10月までに、280以上の都市に13,000以上のストルパーシュタインを設置した。彼らの活動はドイツやオーストリアの他、イタリア、オランダ及びハンガリーにも広がった。2006年9月1日にはいくつかのストルパーシュタインがポーランドに設置される予定だったが、許可が取り消され、プロジェクトは中断された。
2009年7月24日、ドイツのハンブルクのローターバウム地区で20,000個目のストルパーシュタインが設置された 。グンター・デムニヒ、ハンブルク政府とその地域のユダヤ人コミュニティの代表者、そして犠牲者の子孫が出席した。2010年5月までには、22,000を超えるストルパーシュタインが、以前はナチスの支配下にあったか、ナチス・ドイツによって占領されていたヨーロッパ8か国の530の都市と町に設置された。
2010年7月までに、ストルパーシュタインが設置された数は569の都市と小さな町で25,000を超えた。2011年6月までには、デムニヒは30,000のストルパーシュタインを設置した。
2013年、グンター・デムニヒは自身のウェブサイトで次のように述べている。
2013年5月14日の TEDxKoelnでの講演中に、グンター・デムニヒは「2013年7月3日にオランダのオルダンボとドリーボルフに40,000個目のストルパーシュタインを設置する予定です。これは、ドイツの占領軍によってユダヤ人とロマを匿った疑いで処刑されたオランダの共産主義者を追悼する10人のためのストルパーシュタインの1個です」と語った。
2015年1月11日、イタリアのトリノに50,000個目のストルパーシュタイン(Eleonora Levi(1884-1944))が設置された。
2016年末までには、グンター・デムニヒとその仲間たちによって、ヨーロッパ中の1,200以上の都市や町に60,000個のストルパーシュタインが設置された。
2018年10月23日、ドイツのフランクフルトに70,000個目のストルパーシュタインが設置された。石の主は1944年12月18日にハーダマルで安楽死処分されたWilly Zimmerer(1901-1944)であった。
2019年12月29日、ドイツのバイエルン州のメミンゲンに75,000個目のストルパーシュタインが設置された。石の主はMartha RosenbaumとBenno Rosenbaum（1941年にウルグアイへ亡命）であった。
2020年からは新型コロナウイルス流行により、ストルパーシュタインの設置活動は限定的に行われている。
2023年5月26日、ニュルンベルクにて100,000個目のストルパーシュタインが設置された。石の主はヨハン・ヴィルトという消防士で、ナチスを非難する手紙を書いたために1941年5月17日にシュテーデルハイム刑務所で処刑された。

## ストルパーシュタインが設置されている国・地域

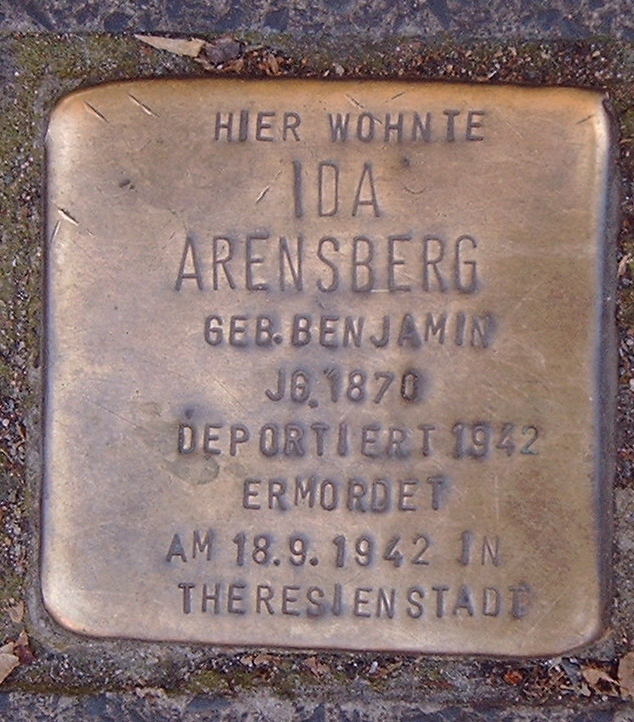
ボンに設置されたストルパーシュタイン。Ida Arensberg(1870-1942)がここに住んでいた証。国外追放の後、チェコのテレージエンシュタット収容所にて1942年9月18日に殺害された。

詳細は"de:Liste der Orte mit Stolpersteinen"（ストルパーシュタインが設置されている国・地域の一覧）を参照。
ストルパーシュタインは、迫害者が望んだ最後の家の前に常に設置されている。可能性のある場所の最も重要な情報源は、1939年5月17日の時点でのドイツの国勢調査に基づいた、いわゆるJudenkartei（ユダヤ人登録簿）である。当時住んでいた家が第二次世界大戦中またはその後の都市の再編中に実際の家屋が消失した場合、それらがあった場所にストルパーシュタインが設置された。
以下にストルパーシュタインが設置された国と設置された年を記す。
- ドイツ - 1992年
- オーストリア - 1997年
- オランダ、ハンガリー  - 2007年
- ポーランド、チェコ - 2008年
- ベルギー、ウクライナ - 2009年
- イタリア、ノルウェー - 2010年
- スロバキア、スロベニア - 2012年
- フランス、クロアチア、ルクセンブルク、ロシア（オリョール州のみ）、スイス - 2013年
- ルーマニア - 2014年
- ギリシャ、スペイン[42] - 2015年
- リトアニア - 2016年
- ラトビア、フィンランド[43]、モルドバ[44] - 2018年
- デンマーク、スウェーデン - 2019年
- セルビア - 2021年8月18日にズレニャニンに設置された[45]。
- イギリス - 2022年5月30日に首都ロンドン[46]、2024年7月25・26日にはチャネル諸島に35個が設置された[47]。
- アイルランド - 2022年6月1日に首都ダブリンに設置された[48]。
- リヒテンシュタイン - 2022年8月31日に首都ファドゥーツに設置された[49]。
- ボスニア・ヘルツェゴビナ - 2024年4月29日に首都サラエボに設置された[50]。

ストルパーシュタインは、ヨーロッパ以外では2017年にアルゼンチンにも設置されている。なお、2024年8月現在ヨーロッパ諸国でストルパーシュタインが設置されていない国は以下の通りである。
- アイスランド、アゼルバイジャン、アルバニア、アルメニア、アンドラ、エストニア、北マケドニア、サンマリノ、ジョージア、バチカン、ブルガリア、ベラルーシ、ポルトガル、マルタ、モナコ、モンテネグロ

### オーストリア

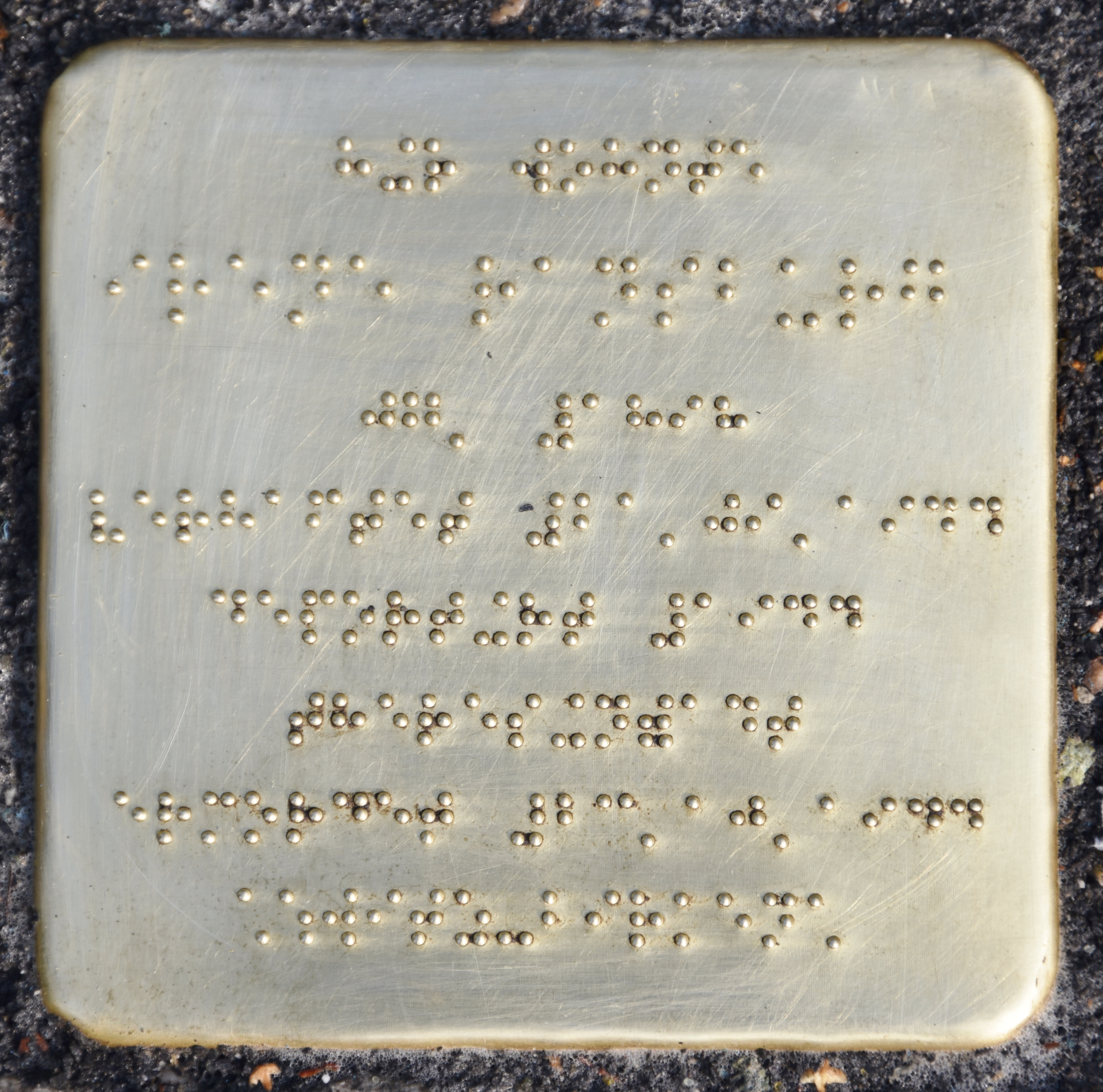
グラーツに設置された点字のストルパーシュタイン

オーストリアはドイツ以外にデムニヒを招待した最初の国であり、ストルパーシュタインの設置に関する最初の公式許可が下りた国でもある。設置の分布としては、いくつかの大都市（ウィーンにも「記憶の石」が多く設置されているが後述するようにストルパーシュタインとは別物のため統計の対象外）に多く見られ、アルプス地域の石の設置密度は平均を下回っている。オランダのアムステルダム、ヒルフェルスム、ロッテルダムに匹敵する400個以上のザルツブルク市（452個）を筆頭に、グラーツの220個及びストルパーシュウェーレン1本、100個以上のウィーナー・ノイシュタット、ハラインの40個と続く。これらの都市では、（2020年6月時点で）迫害者を体系的に記録するよう努めている。ストルパーシュタインは、ケルンテン州、オーバーエスターライヒ州、フォアアールベルク州、チロル州に数個、ブルゲンラント州には設置されていない。
グラーツでは、ヨーロッパで初めて点字のストルパーシュタインが設置された。石の主はイレーネ・ランズバーグ(1898-1944)で、16歳で病気にかかり、視力と聴力を失った彼女は、点字を通じて文学作品を発表した。2015年5月11日に彼女を悼み、ドイツ語と点字のストルパーシュタインが設置された。
オーバーエスターライヒ州の州都リンツは、イスラエル大使タリャ・ラドール・フレッシャーが2018年のインタビューで発表したように、ストルパーシュタインの設置を許さないドイツ語圏で有数の都市である 。2019年11月22日、リンツの陪審員は、アーティストのアンドレアス・ストラウスが名前、日付、呼び鈴を備え付けた、高さ1.5m、幅35cmのモニュメントをストルパーシュタインの代わりに20ヶ所設置すると発表した
ウィーンにはストルパーシュタインは全く設置されておらず、代わりに「記憶の石」と「未来への記憶」と名付けられた石が設置されている。

### オランダ
デムニヒは2007年以降、ストルパーシュタインの配置のために度々オランダに招待されている。オランダで最初にストルパーシュタインが設置されたボルネには2016年現在、82個のストルパーシュタインが設置されている。2016年1月までに、アムステルダム、ハーグ、ロッテルダムを含む110のオランダの都市と町で、合計2,750を超えるストルパーシュタインが設置された。同年3月にもオランダを訪れ、各都市にストルパーシュタインを設置した。

### チェコ共和国
チェコ共和国では、2008年10月8日にプラハにおいて、チェコユダヤ人学生連合(Czech Union of Jewish Students)によってストルパーシュタインを設置する作業が始められた。
ストルパーシュタインは今日ほとんどの地域で見ることができる。国内で多数設置されている都市には、プラハ(265)、オロモウツ(200以上)、ブルノ(151)といった大都市を始め、小さな都市にも設置されている。著名な例としては、アウシュヴィッツ＝ビルケナウ強制収容所で13歳で亡くなった『ハンナのかばん』で知られているハンナ・ブレイディのもので、2020年にハンナの生まれ故郷であるノヴェー・ムニェスト・ナ・モラヴィェに設置された。父カレル(Karel Brady)のストルパーシュタインもトジェボニに設置されている。

### イタリア

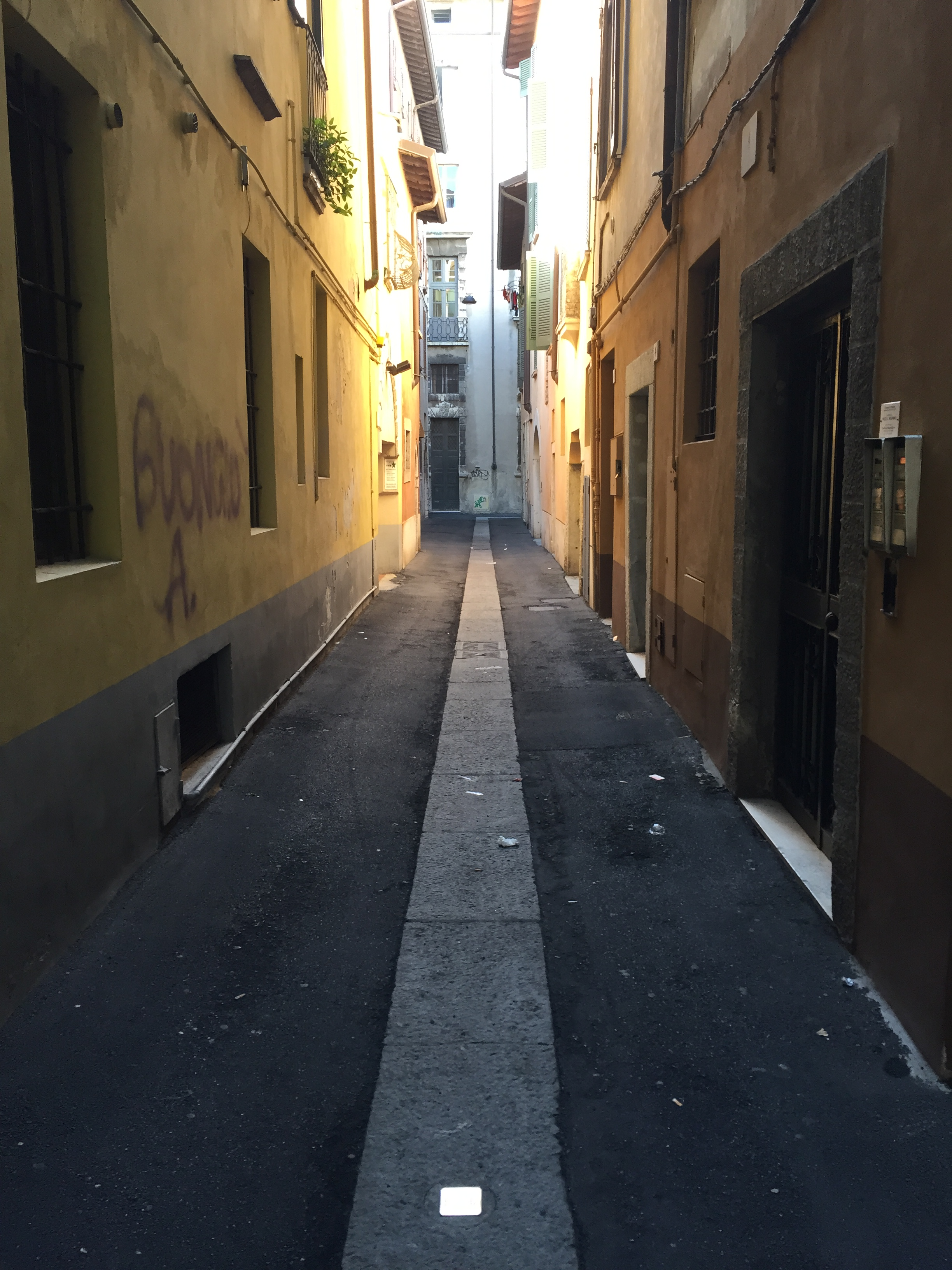
ブレシアにあるUbaldo Migliorati(1923-1945)のストルパーシュタイン(政治犯としてブーヘンヴァルト強制収容所に収容された後、病死)

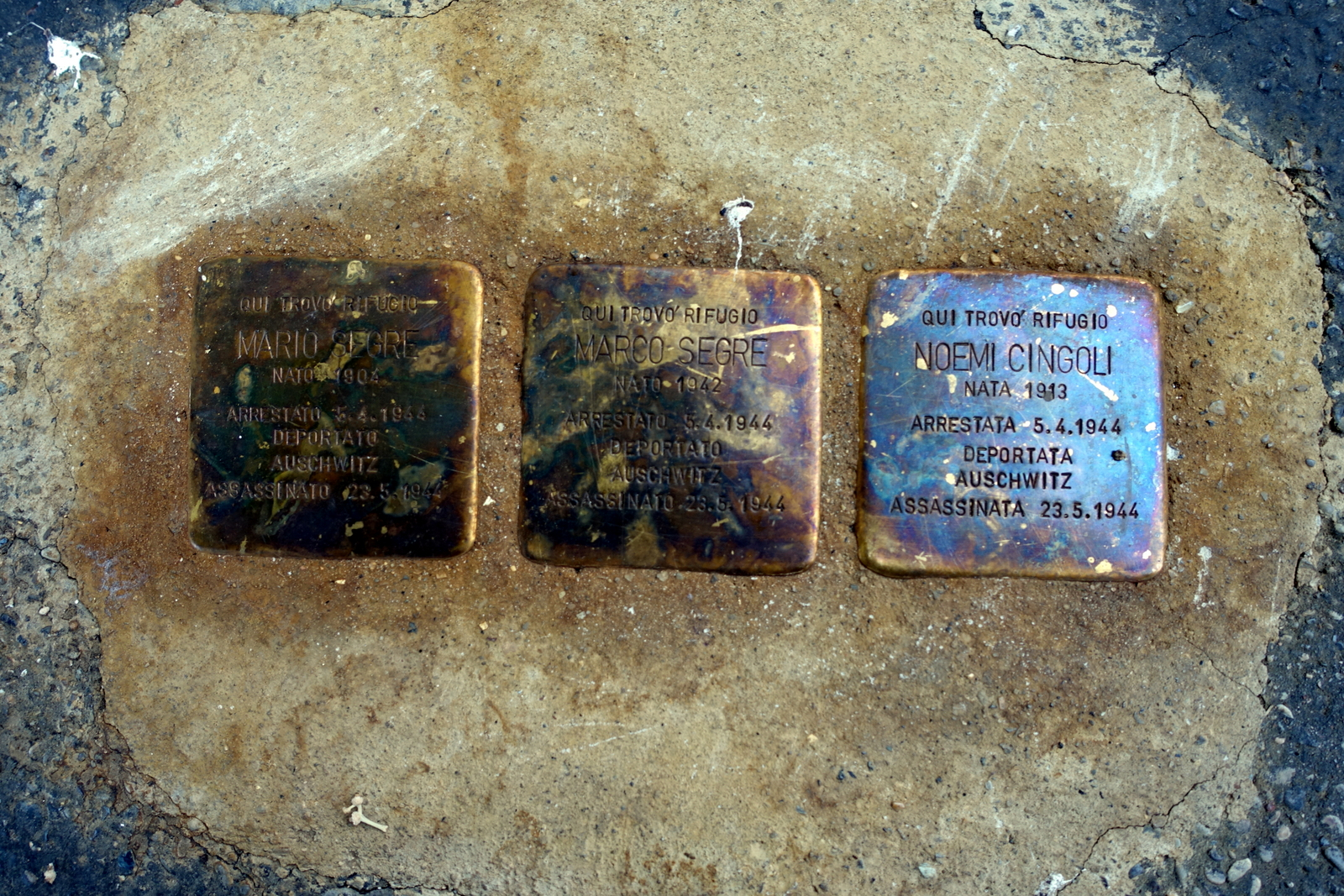
ローマ・スウェーデン研究所の外で、Mario Segre、Noemi Cingoliとその幼い息子を偲ぶ"pietre d'inciampo"（つまずきの石）。彼らは1943年から1944年4月5日に研究所の外で捕らえられるまでそこに匿われていた。ブロックには"Qui trovò rifugio"（ここが避難所であった）と書かれている。彼らは1944年4月23日にアウシュビッツで殺害された。

イタリアでのストルパーシュタインを設置する作業は2010年1月28日にローマで始まった。現在、ローマには329個のストルパーシュタイン（イタリア語でも"pietred'inciampo"（つまずきの石）と呼ばれている）が設置されている。 2012年も、リグーリア州、トレンティーノ＝アルト・アディジェ自治州/南ティロル自治州、ロンバルディア州で作業が続けられた。 ヴェネト州とトスカーナ州は2014年に、エミリア＝ロマーニャ州は2015年に、プッリャ州、アブルッツォ州とフリウリ＝ヴェネツィア・ジュリア自治州は2016年に、マルケ州には2017年に設置された。イタリアでは、他の国と比較して著しい違いが見られる。多くのストルパーシュタインは、ユダヤ人や政治的抵抗組織だけでなく、イタリア軍の兵士にも捧げられている。武装解除された後、ドイツに移送され、そこで強制労働者として働かなければならなくなった。彼らは特別な地位を与えられたため、1943年9月8日以降、イタリアが枢軸国の連立を去った後、ジュネーブ条約の下で捕虜として保護されることはなかった。

### フランス
フランスでもストルパーシュタインを設置しようという動きはあったが、始めは拒絶された。特に、2011年には沿岸の町ラ・ボル＝エスクブラックにおいて、女子学生が8人の子供を含む32人のユダヤ人を率いて行った1年間のキャンペーンの後、市長がストルパーシュタインを設置することを拒否したことにより、世俗主義"laïcité"と意見の自由"libertéd'opinion"のフランスの憲法原則を侵害する可能性があったため、彼女たちはフランスの憲法裁判所である国務院に相談する必要があると主張した。実際、ストルパーシュタインには、記念される犠牲者の宗教への言及は含まれておらず、また、戦争犯罪の個々の犠牲者を記念することを拒否することを正当化するために、フランスまたはヨーロッパの法学において「意見の自由」が引用されたこともなかった。ラ・ボール市長は一貫して彼女の推論について詳しく返答することを拒否しており、ラ・ボール市議会がこれらの異議について国務院に宣言を求めたという証拠も出さなかった。
最初のストルパーシュタインは、2013年9月30日にフランスのヴァンデ県のフォンテーヌ、フォントネー＝ル＝コント、ストラスブールに設置された。フランスでは75,000人のユダヤ人が送還されたにもかかわらず、ストルパーシュタインが設置されている都市は非常に少なく、国全体を見ても300個ほどにすぎない（最多でもルーアンの66個）。

### その他の国
ストルパーシュタインはスペイン、スウェーデン、スイスにも設置されているが、驚くべきことにこれらの国は第二次大戦中のドイツの占領国ではなかった。スイスでは、ドイツとの国境で違法な文書を密輸している所を見つかった人々のほとんどがストルパーシュタインに刻まれている。スペインでは、フランシスコ・フランコの勝利後にフランスに逃亡した共和派の多くが、フランスに侵攻した後、ナチスに捕まり、ヴィシー・フランスに引き渡されたか、マウトハウゼン強制収容所に移送されたりした。約7,000人のスペイン人がそこで捕虜になり、強制労働にさらされ、うち半数以上が殺害された。生存者はフランコ政権によって非国家化され、無国籍になり、犠牲者としてのいかなる形の認識も拒否され、いかなる補償も奪われた。スウェーデンでは、2019年以来、ドイツのスパイに捕らえられて収容所に連れて行かれた後に脱出したユダヤ人難民のための少数のストルパーシュタインが設置された。
フィンランドのヘルシンキには、1942年11月にゲシュタポに連行されたオーストリアのユダヤ人難民を称えるストルパーシュタインが7個設置されている。彼らはアウシュビッツへ送還され、8人のうち1人だけが生き残った
アメリカなどストルパーシュタインが設置されていない国でも、ストルパーシュタインの分散記念碑がメディアの注目を集めている。

## ストルパーシュウェーレン「ここから...」

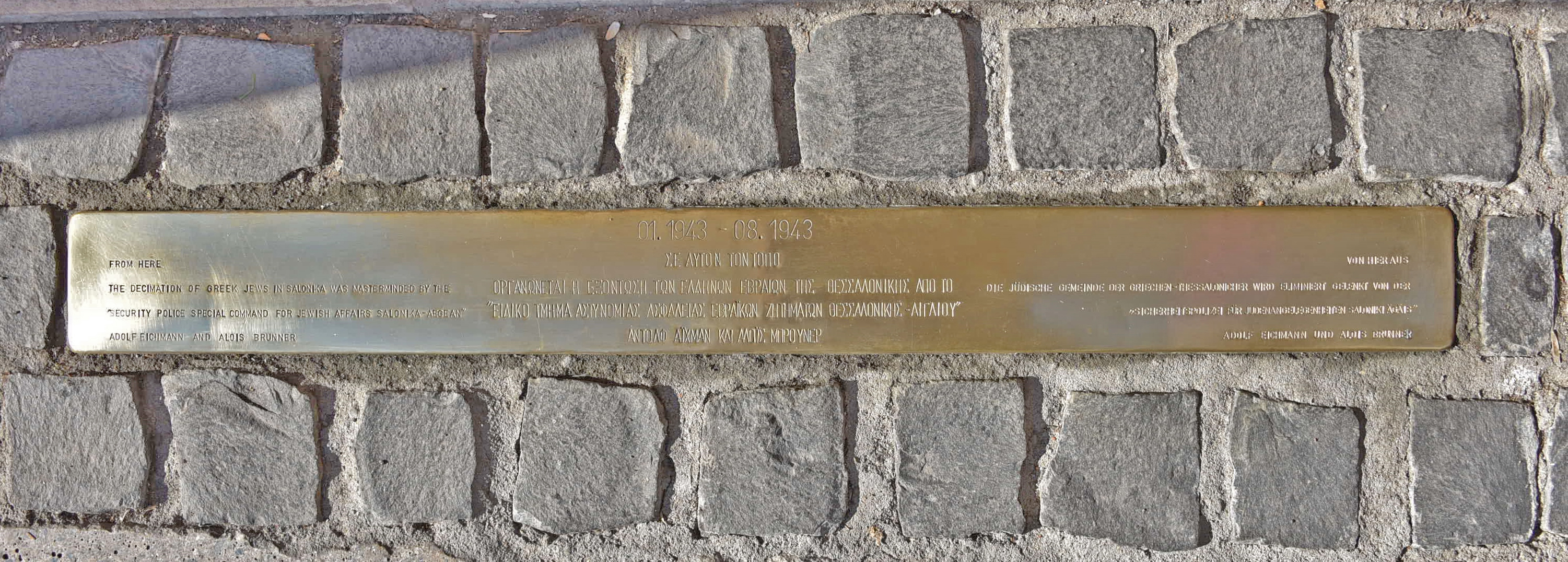
ギリシャのテッサロニキにある3か国語（左から順に英語、ギリシャ語、ドイツ語）のストルパーシュウェーレン

特殊なケースとして、デムニヒはいわゆる「ストルパーシュウェーレン」（独:Stolperschwellen、日本語訳:つまずきの敷居（ - しきい））という横1メートル縦10センチメートルも設置している。これは、1つの場所に多数の対象者がいる場合に記念として設置されるものである。文章は通常、"VON HIER AUS ..."「ここから...」で始まる。ドイツのシュトラールズントのStralsund main stationに設置されているストルパーシュウェーレンには、1939年12月にこの駅から1,160人の精神障害者が強制送還され、強制安楽死プログラムT4作戦の対象にされたか、ビエルカ・ピアシニツァで殺害された。
この他にも、ナッツヴァイラー強制収容所に投獄されたドイツのガイスリンゲン出身の女性強制労働者やルクセンブルクのエトルブリュックのホロコーストの犠牲者（ここから連行されたショアによる犠牲者を追悼）などのストルパーシュウェーレンも設置された。ギリシャのテッサロニキに設置されたストルパーシュウェーレン（図）は、アロイス・ブルンナーとアドルフ・アイヒマンが市内の50,000人のユダヤ人のうち、96.5%をポーランドの収容所で絶滅させたことに対するものであった。

## 議論

### 反発

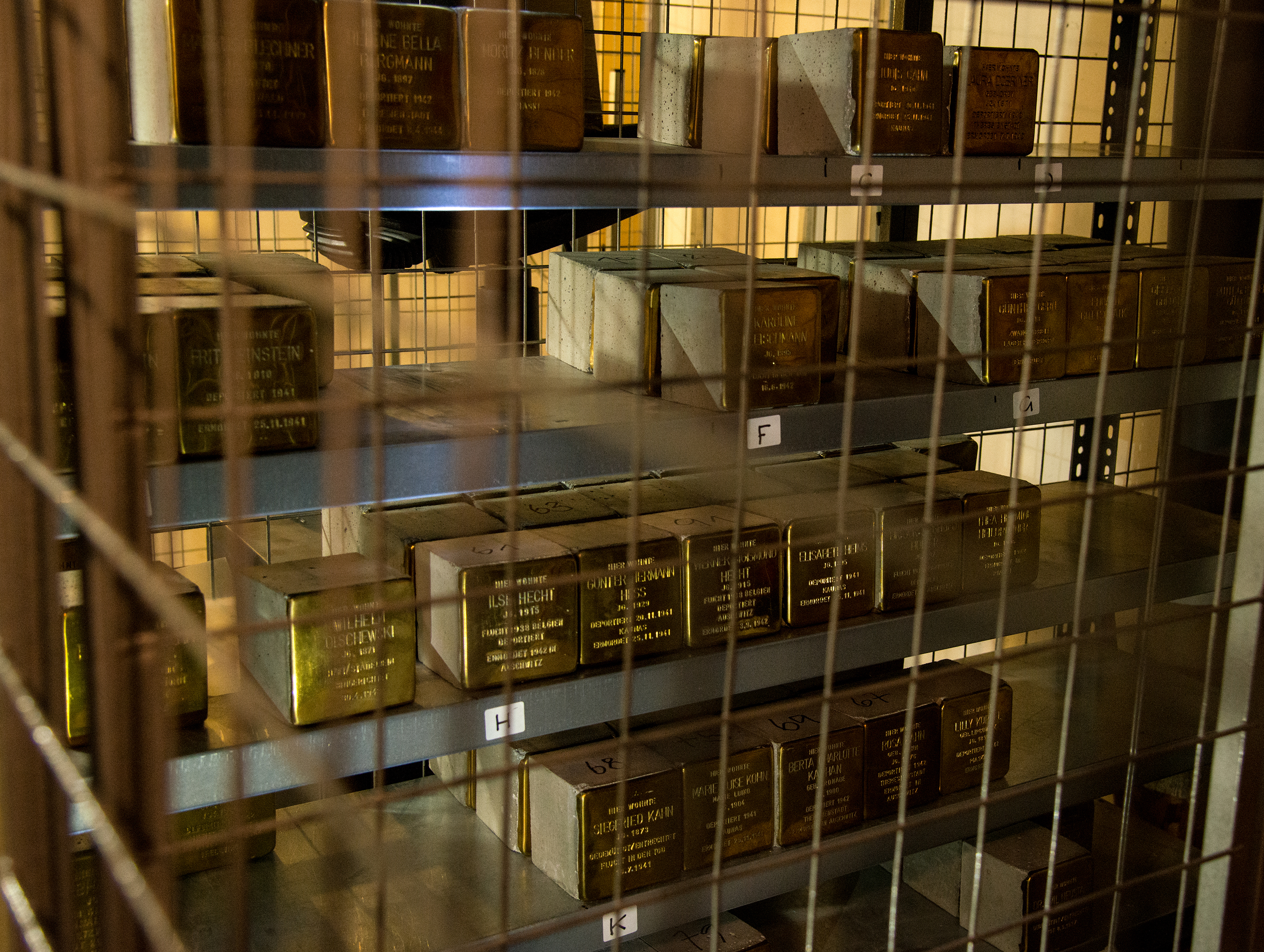
ミュンヘンの倉庫に眠っているストルパーシュタイン（2017年）

ドイツのフィリンゲンシュヴェニンゲン市は、2004年にストルパーシュタインを許可するという考えについて熱く議論されたが、反対の立場を取った。市内の駅には既に記念碑が建てられており、次の碑の建立計画も立てられているためである。
他の多くのドイツの都市とは異なり、2004年のミュンヘン市議会は、ミュンヘンのユダヤ人コミュニティ（特にドイツのユダヤ人中央評議会の会長でもあり、ナチス迫害の被験者であったシャーロッテ・ノブロック）によって提起された異議に続いて、公共の場でのストルパーシュタインの設置を拒否した。彼女は、殺害されたユダヤ人の名前が歩道に挿入され、人々が誤って彼らを踏みつけるかもしれないという考えに反対した。しかし、中央評議会のサロモン・コーン(Salomon Korn)副会長は、この考えを同時に温かく歓迎した。当時ミュンヘン市長だったクリスチャン・ウデは、「モニュメントの濫造」に対して警告を発した。また、グンター・デムニヒは「彼は、人々が最後に住んでいた家で、移送が始まったまさにその場所に記念碑を作るつもりだ」と述べ、議論に参加した。一旦は拒否されたストルパーシュタインについては2015年に再考され、個々の家の壁のプラークやミュンヘンから強制送還された人々の名前を表示する中央記念碑など、代わりの方法が取られた。ミュンヘンにおいては公共の場でのストルパーシュタインが設置できないため、私有地に限られており、2020年の時点で約100個が設置されている。
他の都市では、プロジェクトの許可を得る前に、長く、時には感情的な議論が行われたこともあった。ドイツのクレーフェルトでは、ユダヤ人コミュニティの副議長であるMichael Giladは、デムニヒの記念碑は、ナチスがユダヤ人の墓石を歩道の踏み石としてどう使われていたかを思い出させたと述べた。これは住宅の所有者と対象者の親族の両方の同意があった場合、ストルパーシュタインを設置することができるという妥協に達した。プルハイムは、同市からナチスによって強制送還され、殺害された12歳のIlse Mosesのためのストルパーシュタインの設置を拒否した。市議会の過半数であるドイツキリスト教民主同盟(CDU)と自由民主党(FDP)はプロジェクトに反対し、これを阻止した。ベルギーでは、2009年にアントワープ市向けに23個のストルパーシュタインが製造されたが、プロジェクトに対する地元の反発のために、それらは設置することができなかった。石はブリュッセルに保管されており、定期的に展示されている。
ポーランドの国家記銘院(IPN)は、記念碑の形、特に通行人が定期的に踏みにじる通常の歩道上の場所は敬意を払っていないことを指摘し、プロジェクトへの留保を表明した。IPNからのもう一つの批判は、ホロコーストの加害者のほとんどがポーランド人ではなくドイツ人であることを明確にする文脈の欠如など、ストルパーシュタイン提供された不十分なレベルの詳細にを懸念している。 IPNの関係者は、ストルパーシュタインの代わりに、IPNが支持する意思があるという、より敬意を払い、有益で伝統的な記念の形で、近くの建物の壁に大きな記念碑の形をとることを繰り返し提案している。

### 支持
ドイツの都市の大多数は、ストルパーシュタインの設置を歓迎している。ホロコースト以前のユダヤ人の生活の長い伝統を持っていたフランクフルトでは、2015年5月に1000番目のストルパースタインが設置され、新聞では進捗状況と市民へのさらなるアピールを公表している。フランクフルトでは、被害者の子孫がストルパーシュタインの支援をすることはできない。これらは、彼らが記念碑を尊重することを保証し、家の現在の住民によって支払われる必要があるためである。

### 歩行者の反応
新聞の報道や個人的な体験から、現在ストルパーシュタインに注目が集まっている。彼らの考えは犠牲者に向けられている。ケンブリッジの歴史家ジョセフ・ピアソン(Joseph Pearson)は、「碑文は人を想起させるには不十分であるため、興味をそそるのはストルパーシュタインに書かれているものではありません。それは空虚、虚無、情報の欠如、忘れられた者のつぶやきです。記念碑は彼らの力を記念し、統計の陳腐さから彼らを持ち上げます。」と述べた。

## 広がる記念の伝統
多くの場合、新しいストルパーシュタインの設置は地元の新聞や市の公式ウェブサイトで発表され、記念の式典が行われる。これには市民、学童、プレートで記念される人物の親戚が招待されている。。市民はしばしば、「彼らは私たちの隣人だった」という考えに動機付けられており、犠牲者の名前を覚えておきたい、または象徴的に、移送された人が彼らのいる場所に戻ることを受け止めたいと述べている。ユダヤ人がプレートに記憶されている場合、彼らの子孫は石の設置に臨席し、望むならばカッディーシュに祈るように招待されている。
ストルパーシュタインは、あらゆる種類の気象条件、ほこりや汚れ・接触にさらされる場所に設置される。プレートの真ちゅう素材は表面的な腐食や摩耗の影響を受けやすいため、そのまま放置すると、時間の経過とともにくすんだりすり減ったりしてしまうことがある。最悪の場合、表面のプレートがはがれてしまう事もある。デムニヒは、プレートを定期的に清掃などの手入れをすることを勧めている。多くの地域のイニシアチブは、ストルパーシュタインが花やろうそくで飾られているときの掃除と記憶の行為のスケジュールを設定している。多くの場合、これらの活動には記念日が選ばれている。
- 1月27日 - 国際ホロコースト記念日[88][89]
- 11月9日 - ドイツで起こった"Kristallnacht"（水晶の夜）事件の記念日[90]

2016年5月、「フランクフルター・アルゲマイネ・ツァイトゥング」は、2016年5月5日、イスラエルが正式に発表したのと同じ日に、家の前にあるストルパーシュタインを掃除するようにすべての市民に呼びかけ、ヨム・ハショアを祝った。

## 類似のプロジェクト
ストルパーシュタインは後にいくつかの類似のプロジェクトを生み出した。

### 想いの石

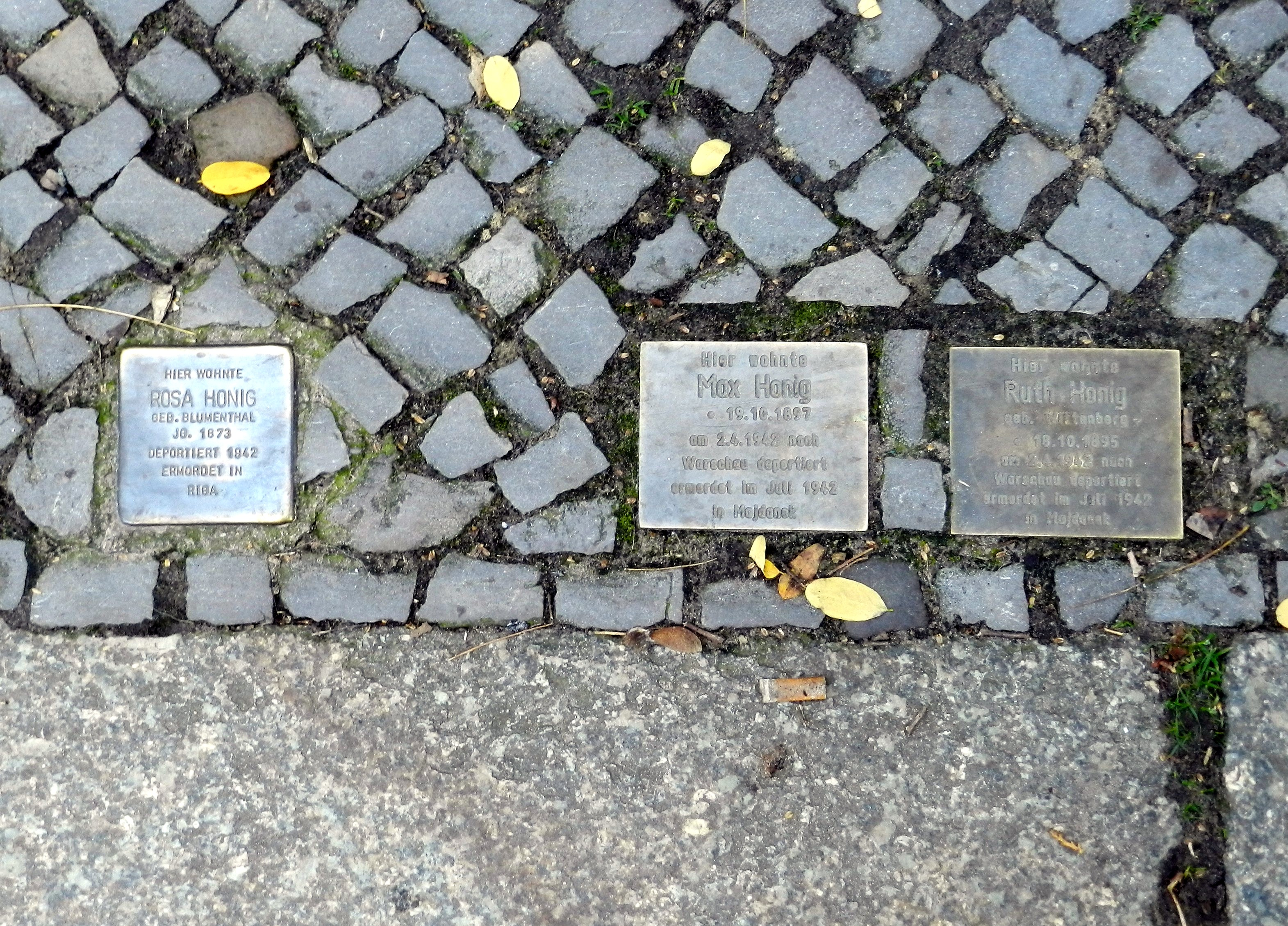
ストルパーシュタインと「想いの石」

2009年3月20日、ベルリンのシャルロッテンブルク＝ヴィルマースドルフ区に11個の「想いの石」(独:Denksteine)が敷設された。これはナチスの時代に反乱に加わった福音教会と救済団体のために、牧師のBüro Grüberが提案した文言がストルパーシュタインに採り入れられなかった代わりに設けられた独自のデザインで、ヨーロッパ全体を対象としたストルパーシュタインとはやや異なるものだった。

### 記憶の石

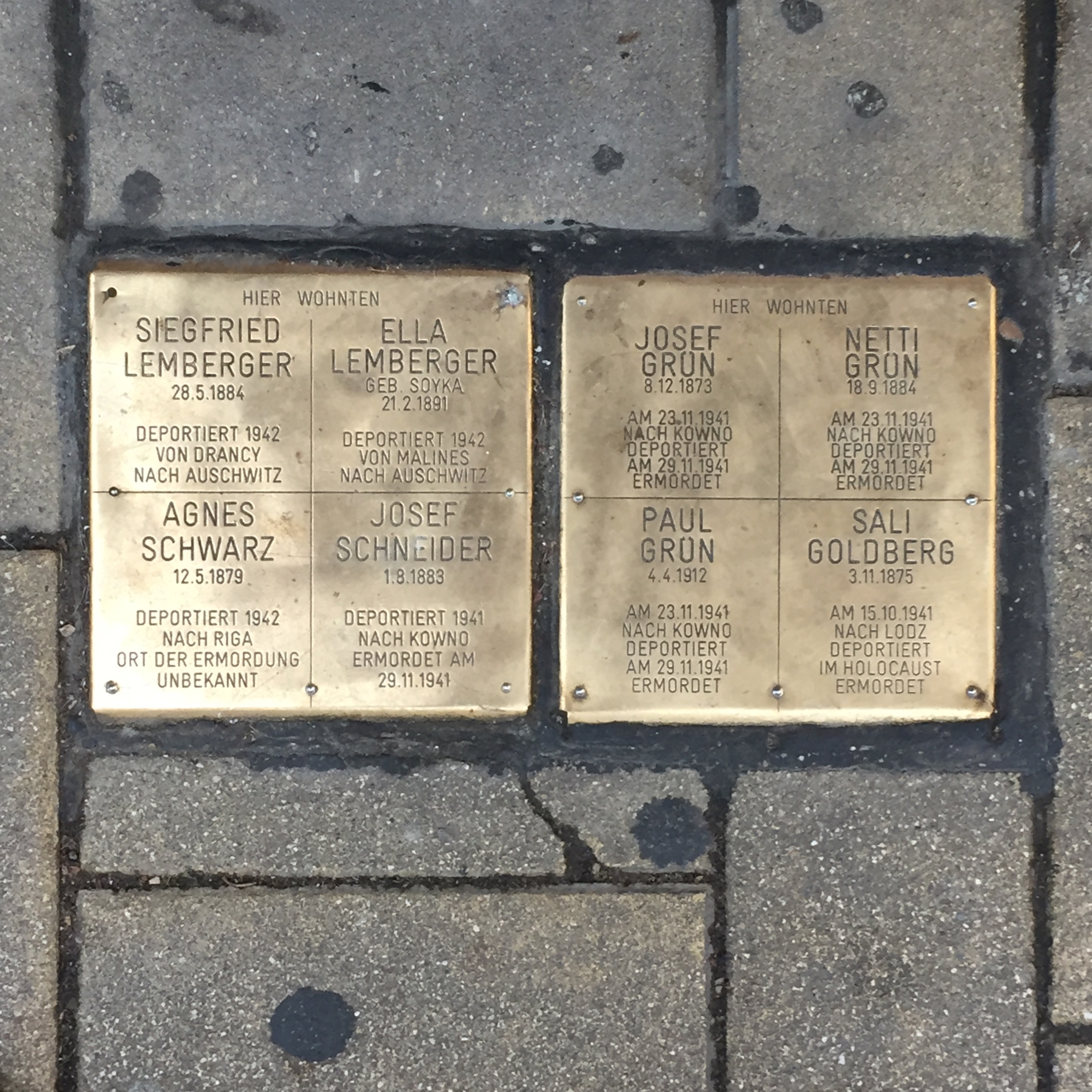
ウィーンに設置された「記憶の石」

「記憶の石」(独:Steine der Erinnerung)は、オーストリアのウィーンに市や国家社会主義の犠牲者のためのオーストリア共和国国家基金、民間の寄付により、5つの異なる協会によって2005年からストルパーシュタインに代わって設置された。デムニヒ自身は、「記憶の石」と呼ばれるこれらを盗作だとみなしている。ヘブライ大学の美術史家ガリット・ノガ・バナイ(Galit Noga-Banai)は、デムニヒのプロジェクトの統一的側面を損なう「偽の記念碑」と「偽造」についてさえ話した。

### 未来への記憶

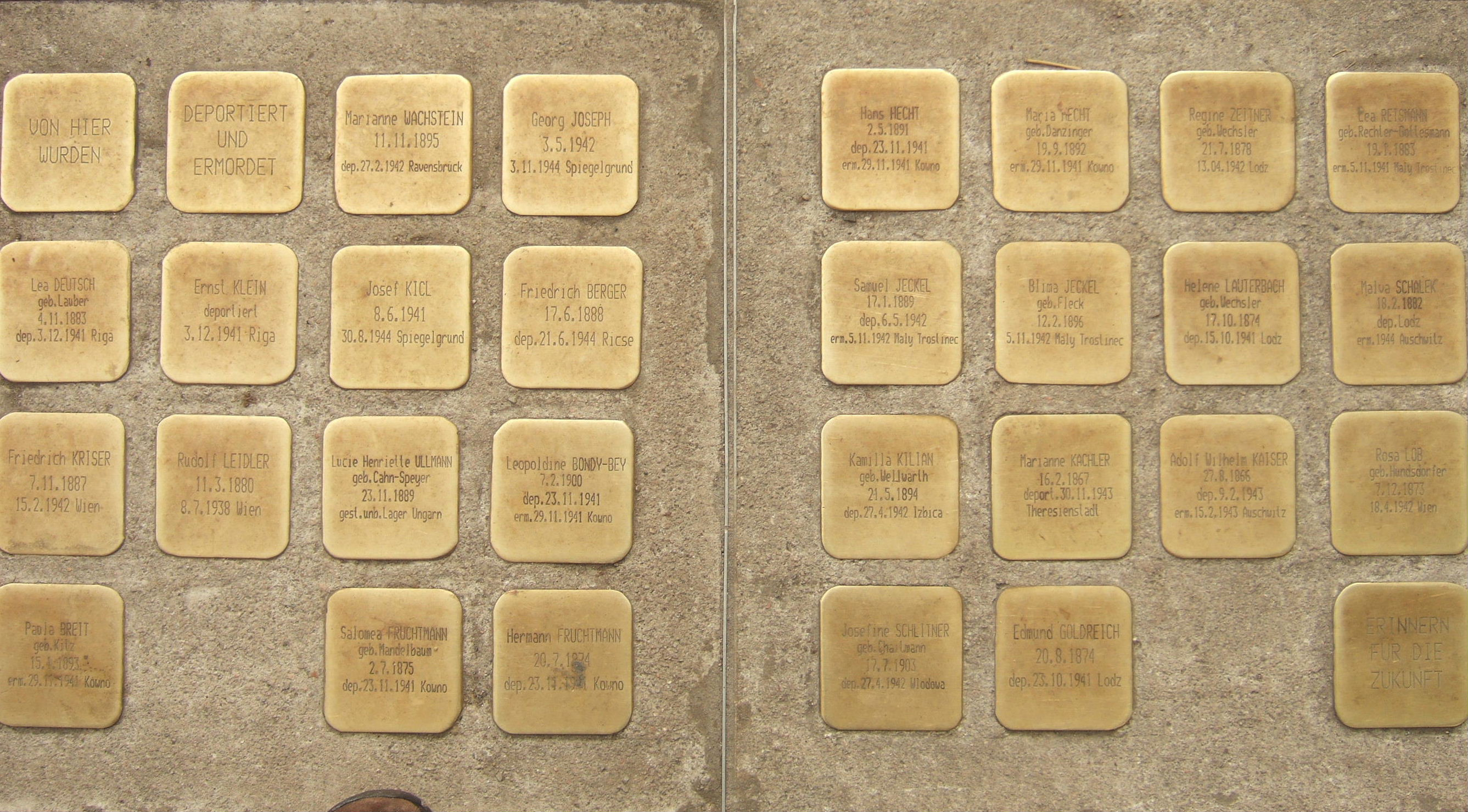
ウィーンのマリアヒルフ地区に設置された「未来への記憶」と呼ばれる石

同じくウィーンのマリアヒルフ地区では、ナチスによって殺害された約740名の犠牲者を悼んで、2008年に「未来への記憶」(独:Spuren der Erinnerung)と呼ばれる石が設置されている。

### その他
ナチスによるホロコースト以外では、大粛清などのソ連の共産主義の犠牲者を記憶する『最後の住所』などのプロジェクトがロシア及び東欧諸国でも開始された。

## 記録映画
2008年、ドゥールト・フランケにより、記録映画『ストルパーシュタイン』が制作された。